# Bílý teror (Rusko)

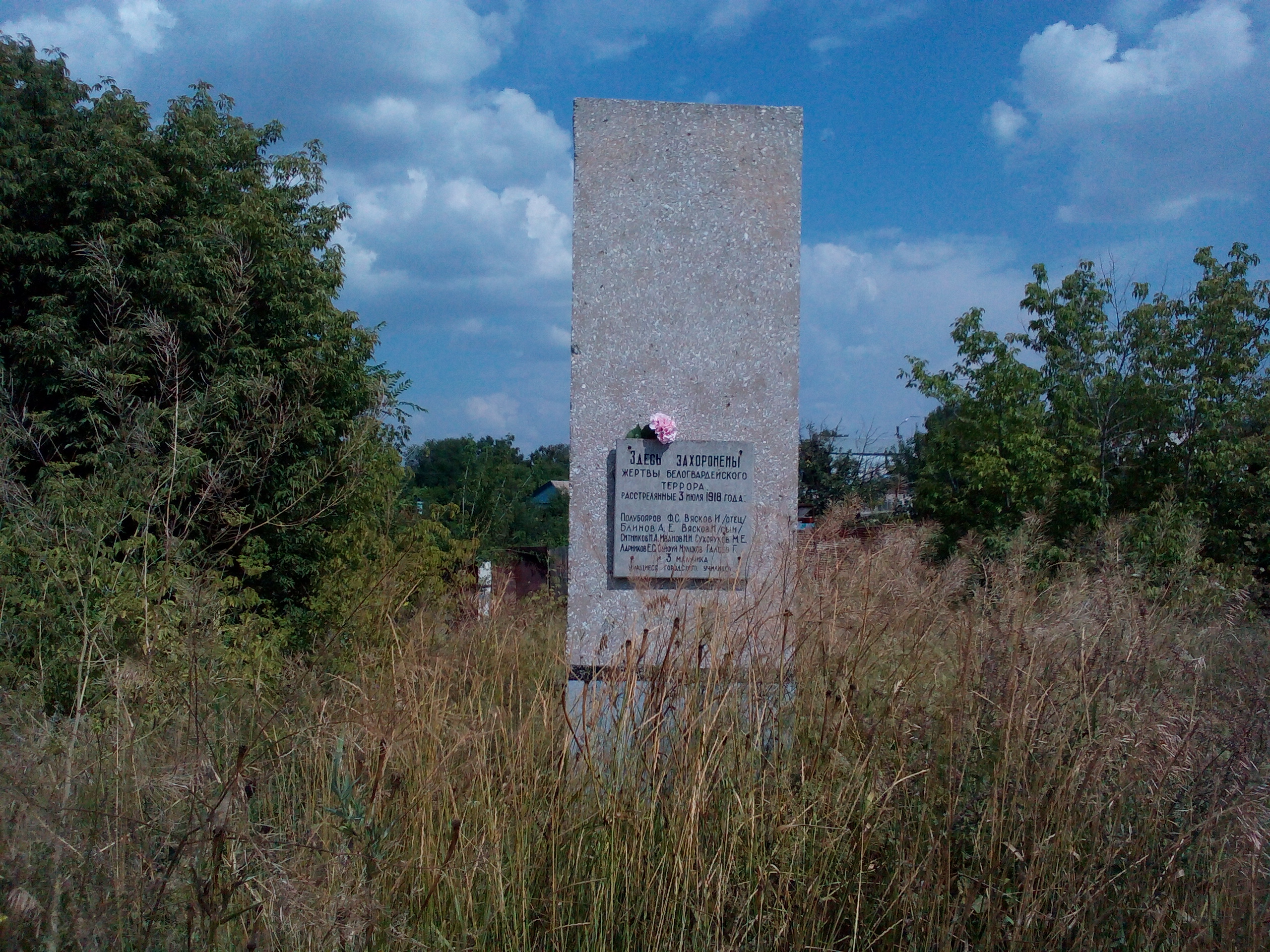
Společný hrob obětí bělogvardějského teroru.

Bílý teror bylo násilí organizované bělogvardějci během občanské války v Rusku v letech 1917–23. Násilí začalo po uchopení moci bolševiky v listopadu 1917 a pokračovalo do porážky bílé armády. Bělogvardějci, těžící z podpory mocností Trojdohody a některých dalších států - Japonska, USA a Německa (tzv. intervenční mocnosti), bojovali s Rudou armádou, která poté v reakci na Bílý teror vedla vlastní kampaň Rudého teroru.
Organizovaným násilím byla kampaň masových poprav zejména civilistů, podezřelých z podpory "rudých", nejděsivější postavou tohoto období byl baron von Ungern, jehož vojsku se podařilo krátkodobě ovládnout některé oblasti sovětského Dálného východu včetně části Mongolska. Mimo teroru organizovaného bělogvardějci se civilní obyvatelstvo SSSR stávalo obětí teroru též ze strany vojsk intervenčních mocností - například masové vraždění civilistů v Oděse. Logickou reakcí na Bílý teror ze strany sovětské vlády bylo vyhlášení Rudého teroru (září - říjen 1918), přičemž současně byl sovětskou vládou obnoven trest smrti (od listopadu 1917 do září 1918 byl sovětskou vládou trest smrti zrušen).